# Петровск (Псковская область)
Петровск — деревня в Печорском районе Псковской области России. Входит в состав сельского поселения «Изборская волость».
Расположена в 32 км к юго-востоку от города Печоры и в 8 км к юго-востоку от Изборска.

## Население
Численность населения деревни на 2000 год составляет 20 человек, на 2011 год — 33 человека.
| 2001 | 2002 | 2010 |
| ---- | ---- | ---- |
| 20   | ↘14  | →14  |